# JDRF
Die JDRF ist eine international tätige Non-Profit-Organisation in den Vereinigten Staaten mit dem Ziel der Förderung von Forschung zur Heilung, Behandlung und Prävention des Typ-1-Diabetes. Sie ist nach Abschnitt 501(c) des Internal Revenue Code steuerbefreit und zählt laut einer Liste des Forbes Magazine zu den 100 größten gemeinnützigen Organisationen in den USA.

## Beschreibung
Die Organisation wurde 1970 unter dem Namen Juvenile Diabetes Research Foundation gegründet, verwendet jedoch seit 2011 das sich daraus ergebende Kürzel als offizielle Bezeichnung. Sie hat ihren Hauptsitz in New York im Gebäude 120 Wall Street sowie nationale Schwesterorganisationen beziehungsweise Vertretungen in Australien, Dänemark, Deutschland, Israel, Kanada, Mexiko, den Niederlanden und dem Vereinigten Königreich.
Im Jahr 2012 förderte die Stiftung Forschungsprojekte im Gesamtumfang von 110 Millionen US-Dollar, darunter mehr als 50 klinische Studien. Von diesen Mitteln wurden rund 65 Millionen US-Dollar für Forschung zur Heilung, rund 36 Millionen US-Dollar für Forschung zur Behandlung und rund acht Millionen US-Dollar für Forschung zur Prävention des Typ-1-Diabetes verwendet. Seit der Gründung hat die Organisation Projekte im Gesamtumfang von mehr als 1,7 Milliarden US-Dollar finanziert.